# Liste der Biografien/Lux
Liste der Biografien |
Portal Biografien |
Personensuche
# |
A |
B |
C |
D |
E |
F |
G |
H |
I |
J |
K |
L |
M |
N |
O |
P |
Q |
R |
S |
T |
U |
V |
W |
X |
Y |
Z |
?
 
La |
Lb |
Lc |
Le |
Lg |
Lh |
Li |
Lj |
Ll |
Lm |
Lo |
Lp |
Lt |
Lu |
Lv |
Lw |
Lx |
Ly |
Lz
 
Lua |
Lub |
Luc |
Lud |
Lue |
Luf |
Lug |
Luh |
Lui |
Luj |
Luk |
Lul |
Lum |
Lun |
Luo |
Lup |
Luq |
Lur |
Lus |
Lut |
Luu |
Luv |
Luw |
Lux |
Luy |
Luz
Die Liste der Biografien führt alle Personen auf, die in der deutschsprachigen Wikipedia einen Artikel haben. Dieses ist eine Teilliste mit 108 Einträgen von Personen, deren Namen mit den Buchstaben „Lux“ beginnt.

## Lux
- Lux, Adam (1765–1793), deutscher Revolutionär und Sympathisant der Französischen Revolution
- Lux, Adolf (1882–1970), Fotograf, Fotolaborant, Redakteur
- Lux, Adrian (* 1986), schwedischer Diskjockey
- Lux, Alfred (* 1926), deutscher Schauspieler, Pantomime, Autor, Theaterleiter und Hörspielsprecher
- Lux, Amelie (* 1977), deutsche Windsurferin
- Lux, Andreas (1964–2020), deutscher Radsportler
- Lux, Anne-Marie (* 1989), deutsche Schauspielerin
- Lux, Antal (* 1935), ungarisch-deutscher Künstler
- Lux, Anton (1847–1908), österreichischer Artillerieleutnant und Afrikareisender
- Lux, Anton (1878–1953), deutscher Politiker (SPD), MdL
- Lux, Benedikt (* 1981), deutscher Politiker (Bündnis 90/Die Grünen), MdABenedikt Lux (* 1981)

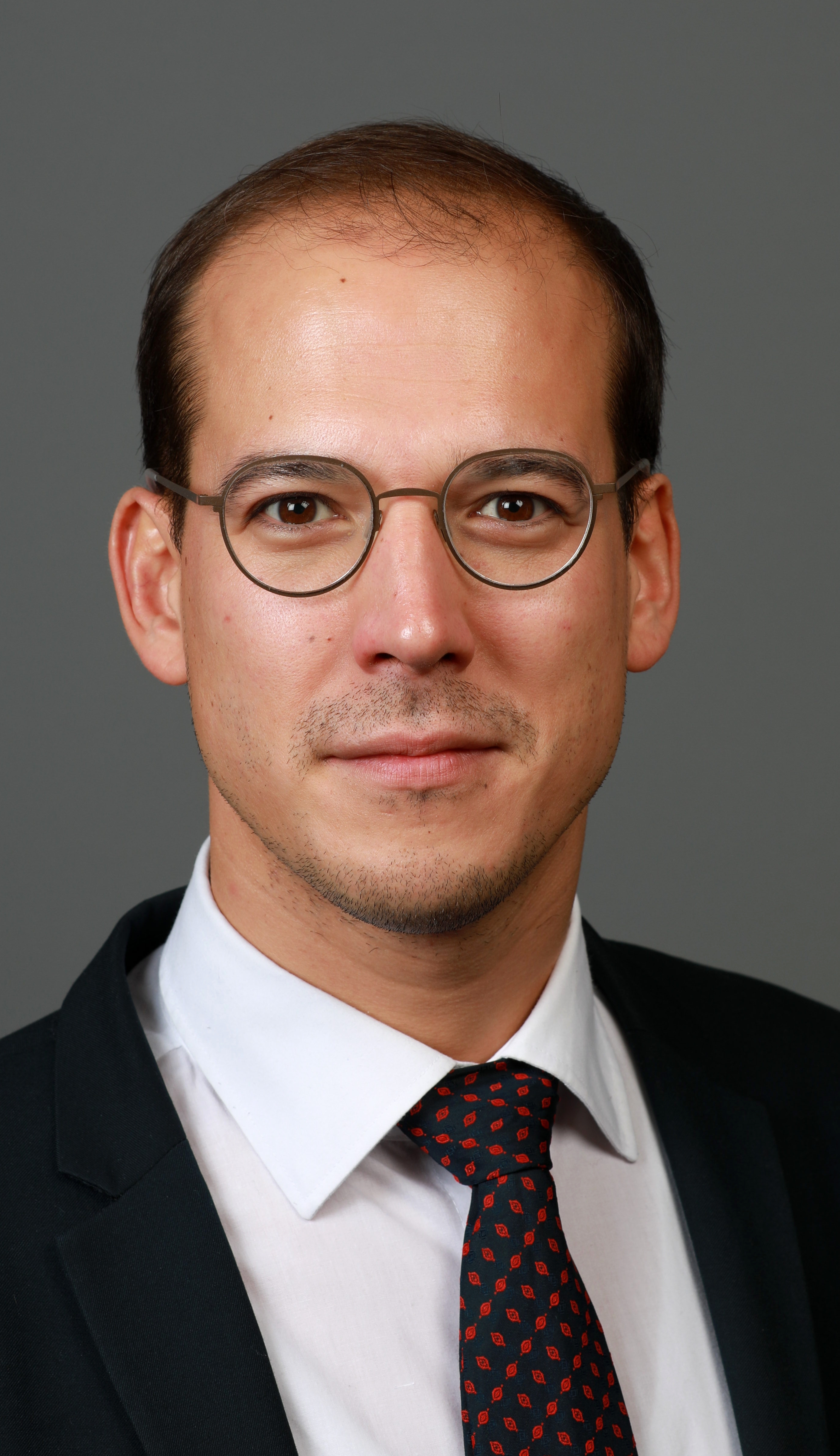
Benedikt Lux (* 1981)

- Lux, Benno (1930–2013), österreichischer Chemiker, Pulvermetallurge und Hartmetallfachmann
- Lux, Christina (* 1965), deutsche Musikerin, Sängerin, Gitarristin und Komponistin
- Lux, Claudia (* 1950), deutsche Bibliothekarin
- Lux, Danny (* 1969), US-amerikanischer Komponist
- Lux, Dora (1882–1959), deutsche Lehrerin
- Lux, Edmond (1916–2004), luxemburgischer Zeichenlehrer, Maler, Bildhauer und Grafiker
- Lux, Emil (1918–2005), deutscher Unternehmer
- Lux, Erika (* 1946), ungarisch-deutsche Pianistin
- Lux, Étienne (1925–2020), französischer Politiker
- Lux, Eva (* 1958), deutsche Politikerin (SPD), MdL
- Lux, Franz Rudolf (1926–2021), deutscher Chemiker
- Lux, Friedrich (1820–1895), deutscher Komponist, Organist und Dirigent
- Lux, Friedrich (1892–1933), deutscher Politiker (KPD), MdHB, Widerstandskämpfer
- Lux, Fritz (1883–1950), Schweizer Lebensmitteltechnologe und Erfinder des Malzbieres
- Lux, Gary (* 1959), österreichischer Sänger, Komponist und MusikproduzentGary Lux (* 1959)

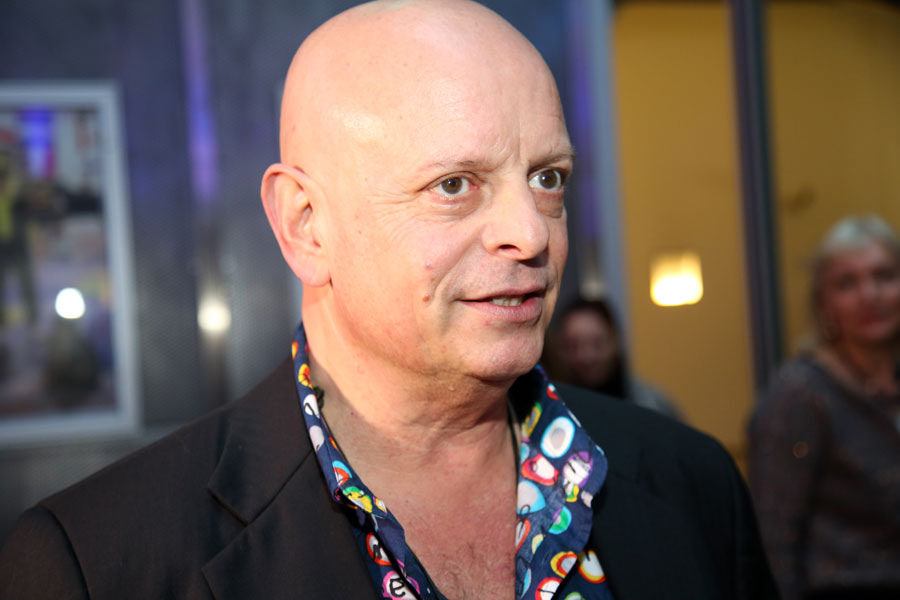
Gary Lux (* 1959)

- Lux, Georg (* 1974), österreichischer Journalist und Schriftsteller
- Lux, Georg Heinrich (1779–1861), deutscher Schullehrer, Organist und Komponist
- Lux, Germán (* 1982), argentinischer Fußballspieler
- Lux, Günter (* 1939), deutscher Rennfahrer
- Lux, Hanns Maria (1900–1967), deutscher Schriftsteller
- Lux, Hans-Dieter (1924–1994), deutscher Neurophysiologe und experimenteller Epileptologe
- Lux, Hardy (1971–2025), deutscher Politiker (SPD)
- Lux, Hermann (1893–1962), deutscher Fußballspieler
- Lux, Joachim (* 1957), deutscher Dramaturg, Regisseur und Intendant des Thalia Theaters Hamburg
- Lux, Johann Josef Wilhelm (1776–1849), deutscher Veterinärmediziner
- Lux, Joseph (1757–1818), deutscher Schauspieler und Opernsänger (Bass)
- Lux, Joseph August (1871–1947), österreichischer Schriftsteller
- Lux, Karl (1872–1931), deutscher römisch-katholischer Theologe
- Lux, Katrin (* 1980), österreichische Schauspielerin
- Lux, Kaz (* 1948), niederländischer Rockmusiker
- Lux, Konrad, Schweizer Bildhauer, Steinmetz, Baumeister und Maurermeister
- Lux, Lana (* 1986), deutschsprachige Schriftstellerin, Illustratorin und Schauspielerin ukrainisch-jüdischer HerkunftLana Lux (* 1986)

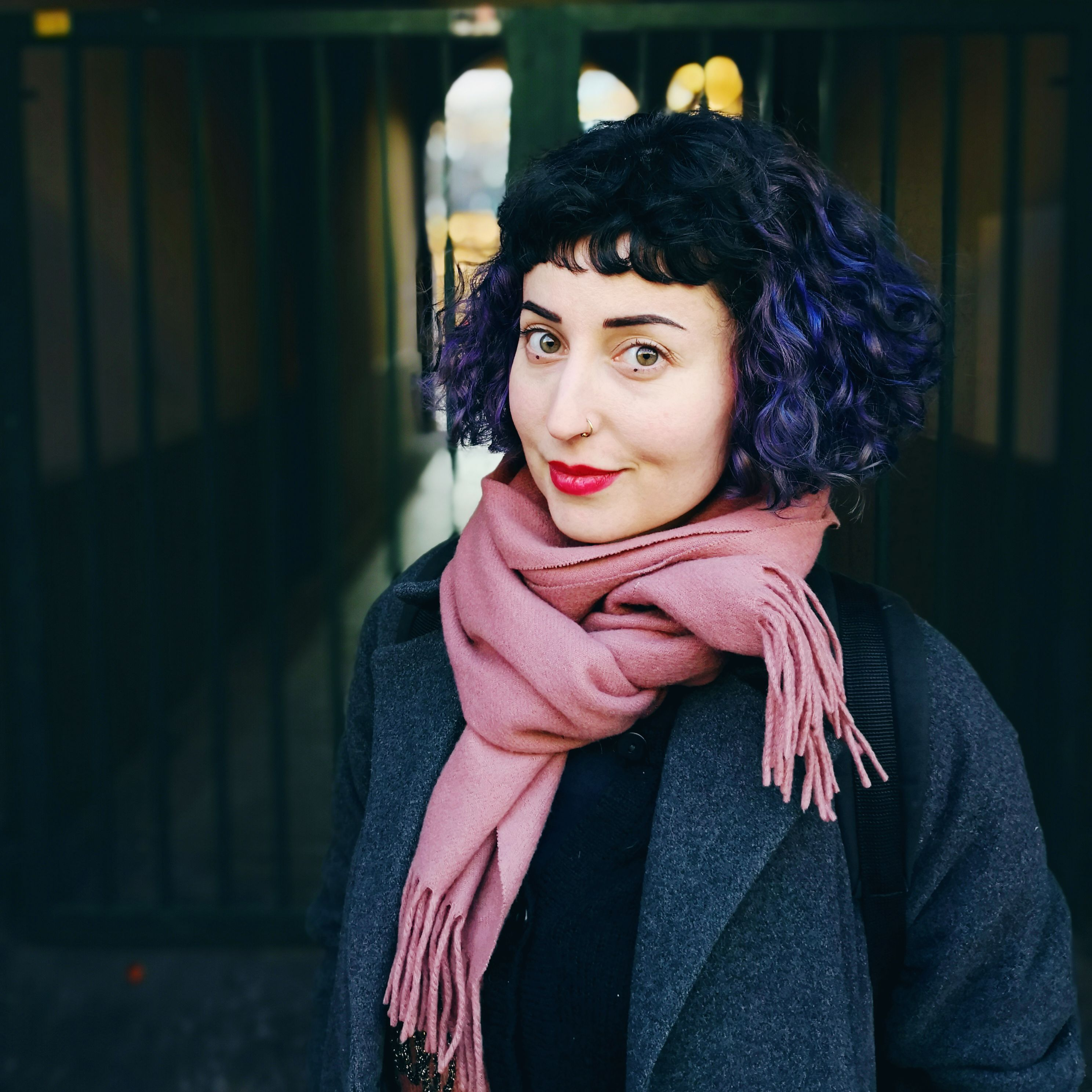
Lana Lux (* 1986)

- Lux, Loretta (* 1969), deutsche Malerin und Fotografin
- Lux, Lucien (* 1956), luxemburgischer Politiker (LSAP)
- Lux, Marian (* 1982), deutscher Komponist und Pianist
- Lux, Matthew (* 1973), US-amerikanischer Jazzmusiker
- Lux, Maximilian (* 1995), deutscher Handballspieler
- Lux, Othmar (1892–1980), österreichischer Maler und Bildhauer
- Lux, Paul (1928–1980), deutsches Mordopfer
- Lux, Paul (* 1994), deutscher Schauspieler
- Lux, Peter (* 1962), deutscher Fußballspieler und -trainerPeter Lux (* 1962)

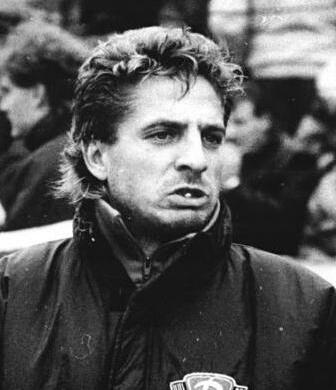
Peter Lux (* 1962)

- Lux, Petra (* 1956), deutsche Bürgerrechtlerin, Journalistin, Romanautorin, Herausgeberin und Chi-Gong-Therapeutin
- Lux, Philipp (* 1973), deutscher Schauspieler
- Lux, Rainer (* 1951), deutscher Politiker (CDU), MdL
- Lux, Rüdiger (* 1947), deutscher evangelischer Theologe
- Lux, Simon (* 1983), österreichischer Chemiker und Hochschullehrer
- Lux, Sophie, österreichische Videodesignerin und Bühnenbildnerin
- Lux, Štefan (1887–1936), tschechoslowakisch-jüdischer Künstler und Journalist
- Lux, Stefan (* 1964), deutscher literarischer Übersetzer
- Lux, T. J. (* 1977), US-amerikanischer Basketballspieler
- Lux, Thomas (* 1962), deutscher Wirtschaftswissenschaftler
- Lux, Undine (* 1988), deutsche Sängerin
- Lux, Venus (* 1990), amerikanische transsexuelle Pornodarstellerin, -regisseurin, -produzentin und -dozentinVenus Lux (* 1990)

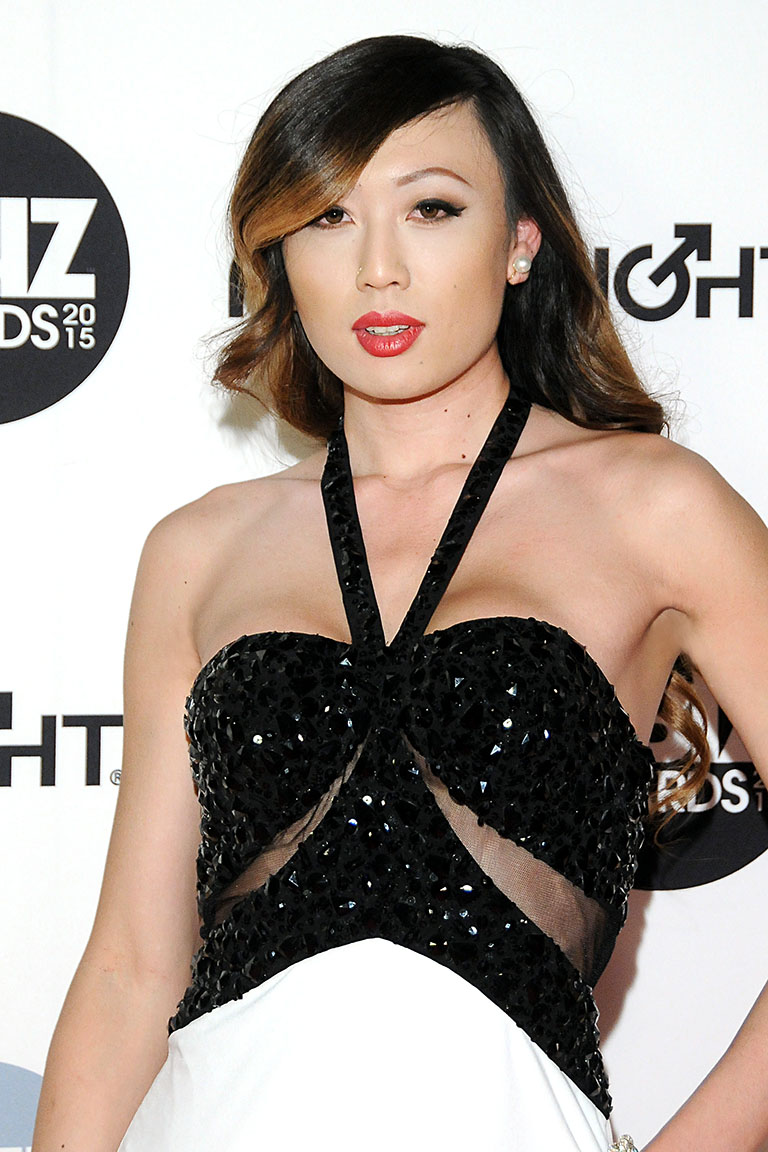
Venus Lux (* 1990)

- Lux, Vitalij (* 1989), kirgisischer Fußballspieler
- Lux, Wolfgang, deutscher Tischtennisspieler
- Lux-Steiner, Martha (* 1950), Schweizer Physikerin
- Lux-Wellenhof, Gabriele (* 1952), deutsche Unternehmerin, Autorin und Stifterin

### Luxa
- Luxa, Jan (* 1996), slowenischer Dreispringer
- Luxa, Petr (* 1972), tschechischer Tennisspieler

### Luxb
- Luxbacher, Bernhard (* 1994), österreichischer Fußballspieler
- Luxbacher, Daniel (* 1992), österreichischer Fußballspieler
- Luxbacher, Heimo (1966–2025), österreichischer Künstler
- Luxburg, Friedrich von (1783–1856), königlich bayerischer Staatsrat und Gesandter
- Luxburg, Friedrich von (1829–1905), bayerischer Kämmerer und Regierungspräsident von Unterfranken
- Luxburg, Johann Friedrich von (1748–1820), pfalzgräflich zweibrückischer und landgräflich hessen-darmstädtischer Geheimer Rat und Oberschenk
- Luxburg, Karl August von (1782–1849), deutscher Theaterschaffender und Intendant des Nationaltheaters Mannheim
- Luxburg, Karl von (1872–1956), deutscher Diplomat
- Luxburg, Ulrike von (* 1975), deutsche Informatikerin und Hochschullehrerin

### Luxe
- Luxe, Daphne de (* 1971), deutsche Stand-up-Comedienne
- Luxem, Rainer (* 1941), deutscher Schauspieler und Hörspielsprecher
- Luxembourg, Katja Marie (* 1973), deutsche Schauspielerin
- Luxembourg, Marguerite Charlotte de (1607–1680), französische Adlige
- Luxemburg, Arkady (* 1939), moldauisch-US-amerikanischer Komponist
- Luxemburg, Nikolaus von (1322–1358), Patriarch von Aquileia
- Luxemburg, Philipp von (1445–1519), Kardinal der Römischen Kirche, Bischof von Le Mans
- Luxemburg, Rosa (1871–1919), Vertreterin der internationalen ArbeiterbewegungRosa Luxemburg (1871–1919)

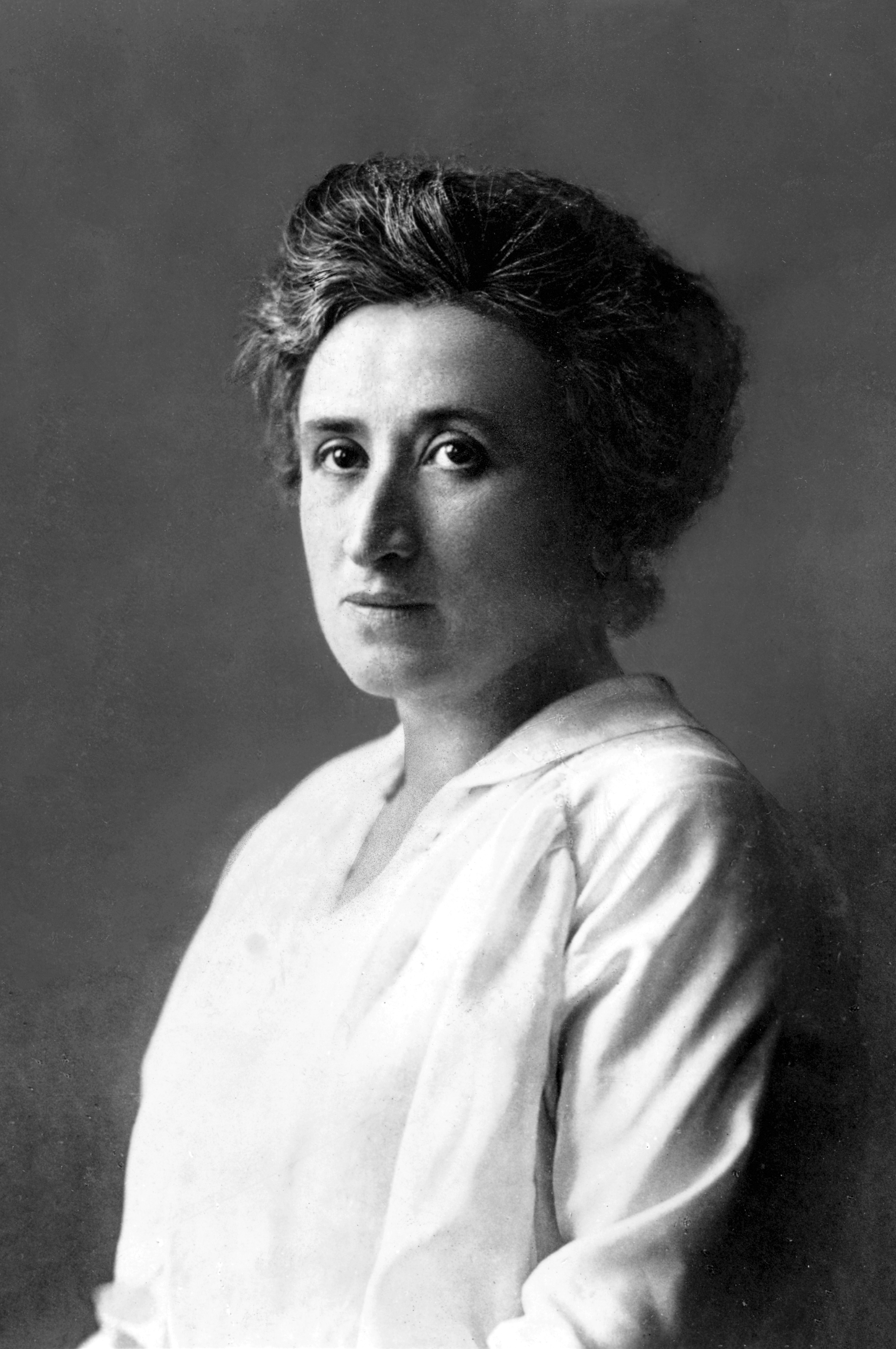
Rosa Luxemburg (1871–1919)

- Luxemburg, Rut Blees (* 1967), deutsche Fotografin
- Luxemburg, Wilhelmus (1929–2018), niederländischer Mathematiker
- Luxemburgo, Vanderlei (* 1952), brasilianischer Fußballtrainer
- Luxen, Mike (* 1994), belgischer Laiendarsteller
- Luxenberg, Christoph, Pseudonym eines deutschen Syrologen und Koranforschers
- Luxenberger, Michael (* 1992), österreichischer Politiker
- Luxenburger, Birgit (* 1951), deutsche bildender Künstlerin, Malerin und Fotografin
- Luxenburger, Hans (1894–1976), deutscher Psychiater, Neurologe, Rassenhygieniker und Hochschullehrer
- Luxenburger, Otto (1862–1936), deutscher Verwaltungsjurist

### Luxf
- Luxford, Annabel (* 1982), australische Triathletin
- Luxford, Nola (1895–1994), neuseelandgebürtige US-amerikanische Schauspielerin, Radiosprecherin, Journalistin und Fundraiser

### Luxi
- Luxion, Dennis (* 1952), US-amerikanischer Pianist, Arrangeur und Komponist des Modern Jazz und Musikpädagoge

### Luxo
- Luxon, Benjamin (1937–2024), britischer Opernsänger (Bariton)
- Luxon, Christopher (* 1970), neuseeländischer Politiker der New Zealand National PartyChristopher Luxon (* 1970)

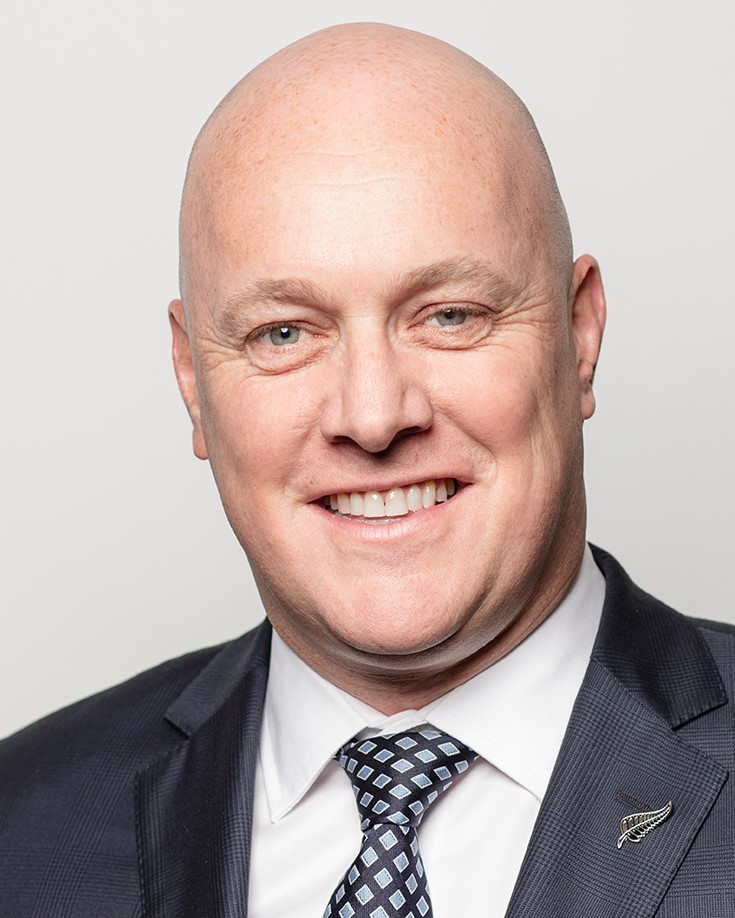
Christopher Luxon (* 1970)

- Luxorius, lateinischer Dichter

### Luxt
- Luxton, Anna (* 1981), britische Badmintonspielerin (Falklandinseln)
- Luxton, Jo (* 1973), neuseeländische Politikerin der New Zealand Labour Party
- Luxton, Lewis (1910–1985), australischer Sportfunktionär
- Luxton, Stefi (* 1991), neuseeländische Snowboarderin

### Luxu
- Luxuria, Vladimir (* 1965), italienische Schauspielerin, Moderatorin und Politikerin

### Luxx
- Luxx, Andy, deutscher DJ und Partyschlagersänger